# St.-Ansgari-Kirche (Hage)

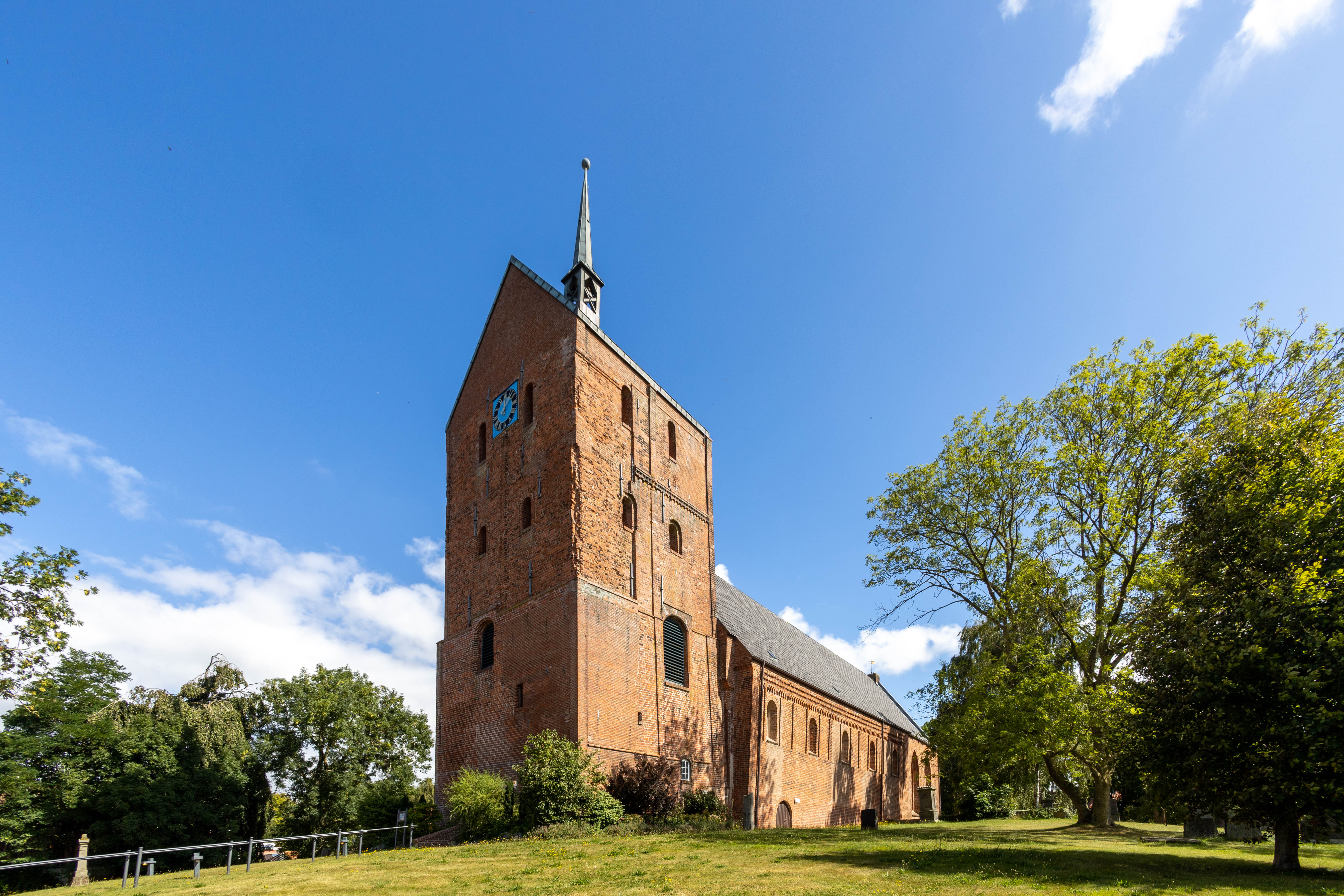
Ansgarikirche im Jahr 2022

Die evangelisch-lutherische St.-Ansgari-Kirche steht im ostfriesischen Hage. Benannt ist sie nach Bischof Ansgar von Bremen, auch „Apostel des Nordens“ genannt.

## Geschichte
Der Flecken Hage entstand vermutlich am Ausgang des 12. Jahrhunderts an einem alten Handelsweg aus der Bronzezeit im Grenzbereich des hier zur fruchtbaren Marsch abfallenden Geestrückens. Durch archäologische Grabungen ist inzwischen belegt,  dass vor dem Bau der Steinkirche zwei zeitlich aufeinander folgende Holzkirchen bestanden haben, von denen die ältere durch Brand vernichtet wurde.
Der Bau der Steinkirche begann am Ende des 12. Jahrhunderts, spätestens aber um 1220. Zunächst wurde dazu eine rund 6 Meter hohe Warft aufgeschüttet, um das Gotteshaus zusätzlich gegen Hochwasser zu sichern. Anschließend wurde das Granitfundament angelegt, auf dem schließlich die Kirche aus Backsteinen im Stil der Romanik errichtet wurde. Ursprünglich war sie eine Saalkirche und hatte wahrscheinlich eine niedrige Rundapsis.
In den Jahren um 1480 bis 1490 wurde die ursprüngliche Apsis durch einen rechteckigen gotischen Chor ersetzt. Beim Bau des Chores und des Turmes sind die Queraussteifungen zwischen den beiden Langhauswänden beseitigt worden, so dass diese im Laufe der Jahre immer instabiler wurden. Vor allem die Südwand begann sich immer stärker zu neigen. Nach der Sturmflut vom Januar 1962 verstärkte sich der Effekt nochmals, so dass Einsturzgefahr bestand und das Gemäuer aufwändig gesichert werden musste. Im Zuge der Arbeiten wurde die gesamte Südwand auf Betonpfählen neu gegründet und die Kirche erhielt einen Betonringanker, der das Mauerwerk festigte. Zusätzlich wurden Queranker aus Beton im Deckenbereich des Schiffes eingezogen, die aber wie die ursprünglichen Holzbalken gestaltet wurden, so dass sie äußerlich von diesen nur schwer zu unterscheiden sind.

## Baubeschreibung

### Das Langhaus und der Chor
Die ursprüngliche romanische Backsteingliederung ist an der Nordseite gut erhalten. Sie war schon beim Bau der Kirche als Schauseite zur Straße besonders reich ausgestaltet worden. Der untere Teil ist schmucklos. Darüber befinden sich Pilaster, welche die Wand in fünf ehemals gleich breite Felder aufteilen, die jeweils ein Fenster enthalten, das von dünnen Rundstäben gerahmt wird. Nach oben wird die Wand durch ein breites Dachgesims abgeschlossen. Es enthält einen Fries von ineinander greifenden Rundbögen, dem ein dreifaches Deutsches Band aufliegt, das aus über Eck gestellten Backsteinen besteht. Die ursprünglichen Eingänge im Norden und Süden wurden vermauert. In der Südwand ist unter einem in den 1960er-Jahren zugemauerten Fenster der Rest eines Hagioskopes zu entdecken. Der rechteckige gotische Chor weist die gleiche Breite und die Höhe des Langhauses auf. Vermutlich ist er errichtet worden, um hier einen großen Flügelaltar aufzustellen.

### Der Turm
Der wuchtige Westturm wurde dem Gebäude vor 1250 angebaut. Er ist noch ganz vom Stil der Romanik geprägt und weist Lisenen, Bogenfriese und Rundbogenöffnungen auf. Er neigt sich deutlich nach Westen, was damit erklärt wird, dass er mit seiner Ostwand auf dem durch die Kirche vorgepressten Warftboden ruht, mit seiner Westseite dagegen auf unbefestigtem Grund, der sich im Laufe der Zeiten absenkte.

## Ausstattung
Die Innenausstattung der Ansgarikirche ist von herausragender kunsthistorischer Bedeutung.

### Die Taufe
Ältester Ausstattungsgegenstand ist der Taufstein. Er ist ein Werk aus der Erbauungszeit der Kirche und wurde, wie so viele Taufsteine in Ostfriesland im 13. Jahrhundert, aus Bentheimer Sandstein geschaffen. Die Cuppa ist in ihrem unteren Teil mit einem Fächerfries verziert, der obere Teil zeigt einen Fries mit Pflanzenmotiven. Sie wird von vier Löwen mit nach hinten gekehrten Köpfen getragen. In der Ausgestaltung der Taufe finden sich deutliche Parallelen zu Taufsteinen der Stapelmoorer Kirche, der Bonifatius-Kirche von Arle sowie der St.-Materniani-Kirche in Westochtersum.

### Der Altar

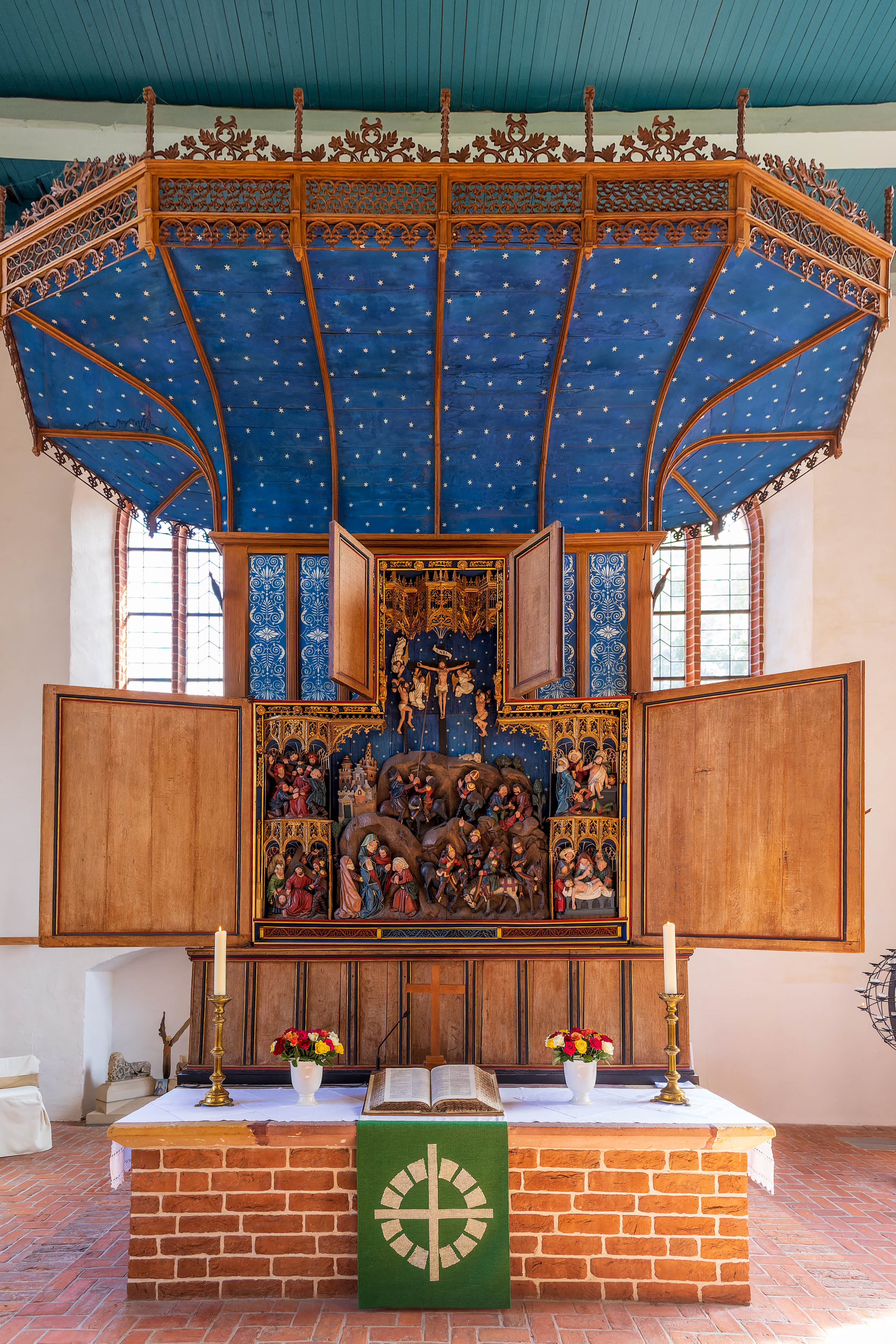
Der Altar

Der Passionsaltar im Chor stammt möglicherweise aus dem Kloster Coldinne, wie aus dem „Inventarium von den Mitteln der Ansgari Kirche zu Hage“ von 1857 hervorgeht: Aller Wahrscheinlichkeit nach wurde derselbe bei Aufhebung des Klosters Coldinne von daher an seine jetzige Stelle gebracht. Er soll um 1580 in der Kirche aufgestellt worden sein. Urkundliche Belege dafür ließen sich bis dato allerdings  nicht finden. In seiner Ausgestaltung gleicht er dem Altar der Bonifatius-Kirche in Arle, so dass beide der gleichen nordniederländisch-friesischen Werkstatt zugeordnet werden. Seine Entstehungszeit wird auf die Jahre um 1480 datiert. Dafür sprechen unter anderem modische Details wie auch die Schlichtheit der Figuren.

#### Der Altartisch
Der Altartisch besteht aus einem kastenförmigen Unterbau, an dessen Rückseite drei Klappen mit spätgotischen Beschlägen zu finden sind, hinter denen in vorreformatorischen Zeiten Reliquien aufbewahrt wurden. Die Altarplatte ist offensichtlich vor Einbringung des Altarschreins vergrößert worden. Die alte Mensaplatte hat nur eine Breite von 204 cm und wurde an beiden Seiten auf die jetzige Breite von 310 cm verbreitert.

#### Der Altarschrein
Der mittlere Teil des Altarschreins ist mit geschnitzten Reliefszenen geschmückt, welche die Passion Christi darstellen. Chronologisch beginnt die Darstellung im Feld links oben. Hier wird die Szene nach der Gefangennahme Jesu dargestellt, in der er von Soldaten des Statthalters Pilatus gequält und verspottet wird, indem sie ihn in einen roten Mantel hüllen und die Dornenkrone aufsetzen.
Links unten ist Jesus auf dem Kreuzweg dargestellt. Sie zeigt ihn, wie er sich mit dem Kreuz auf der Schulter nach Golgota schleppt, während ein Soldat ihn quält. Dabei reicht ihm eine Frau ihr Kopftuch, damit er sich den Schweiß abwischen kann (die Legende vom Schweißtuch der Veronika).
Das untere mittlere Feld zeigt Personen, die bei der Kreuzigung Jesu anwesend waren, so etwa Maria aus Magdala und Maria, die Mutter des Jakobus des Jüngeren. Die auf dem Felsen über ihnen dargestellte Eidechse gilt als ein mittelalterliches Symbol für die Auferstehung. Gezeigt wird auch Pontius Pilatus mit einem Affen hinter sich auf dem Schimmel. Im Mittelalter wurde der Affe oft mit dem Teufel gleichgesetzt, weil er das Animalische verkörperte, das im Mittelalter als sündhaft galt. In einem weiteren Bereich sind zwei Soldaten zu sehen, die Jesus eine Lanze in die Seite stechen, um so seinen Tod festzustellen.
Über allem thront der gekreuzigte Jesus. Zu sehen sind Engel, die Blutstropfen aus seinen Handwunden auffangen und damit einen Hinweis auf das heilige Abendmahl geben. Links neben dem Gekreuzigten ist der Verbrecher dargestellt, der Jesus als den Gottessohn erkennt. Seine Seele, als neugeborenes Baby dargestellt, wird von einem Engel in den Himmel getragen. Rechts neben Jesu ist die Kreuzigung des bösen Schächers dargestellt, dessen Augenbinde symbolisieren soll, dass er für den Glauben an Jesus blind ist. Am Fuß seines Kreuzes liegt ein Gerippe als Hinweis auf den Ort der Kreuzigung, die sogenannte Schädelhöhe, die auf hebräisch Golgota heißt.
Das rechte untere Feld zeigt die Grablegung Jesu mit Josef von Arimathäa, der Jesu Leichnam von Pilatus erbeten und das Grab zur Verfügung gestellt hat, der Mutter Maria, die Jesus im Arm hält, sowie Nikodemus und Maria aus Magdala und eine weitere Frau.
Das rechte obere Feld stellt die Auferstehung Christi in ungewöhnlicher Form dar. Zu sehen ist Jesus, der auf seinem Sarg sitzt. Er wird umringt von den Wächtern des Grabes und Frauen, die Salbentöpfe in den Händen halten, um den vermeintlichen Leichnam einzubalsamieren.

#### Die Flügel
Die Gemälde auf den Flügeln sind wohl in der Reformationszeit entfernt worden. Lediglich auf der Außenseite des rechten oberen Auszugflügels konnte ein Tafelbild wieder freigelegt werden. Es zeigt Johannes den Täufer, der auf einem braun-weiß gemusterten Steinfußboden vor einer Steinbrüstung  steht. Auf der Rückseite der gegenüberliegenden Tafel sind noch Bruchstücke eines Gemäldes zu erkennen, das offensichtlich im gleichen Stil wie das Johannes-Bild ausgeführt war.

#### Der Baldachin
Der Flügelaltar wird von einem mächtigen Baldachin bekrönt, ein Stilmittel, das in ostfriesischen Kirchen häufig anzutreffen ist. Der Baldachin wird durch Kielbögen in mehrere Segmente unterteilt, die identisch gestaltet sind. Sie zeigen ein Schleierwerk mit Fischblasenmuster und Pflanzenornamente.

### Orgel

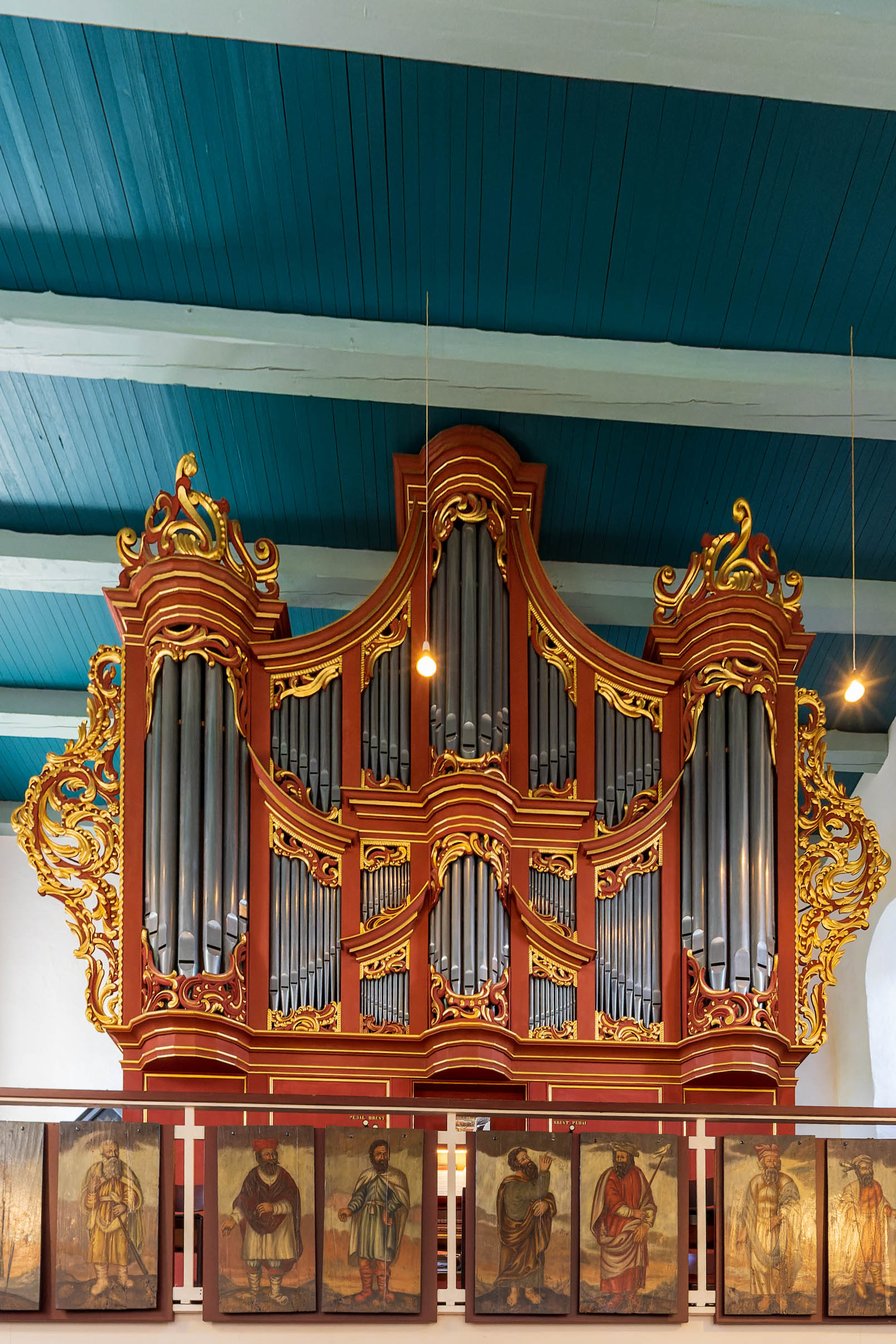
Lohman-Orgel (1783)

Die Orgel wurde in den Jahren 1776 bis 1783 von Dirk Lohman erbaut und integriert einige ältere Register aus der Vorgängerorgel des 16./17. Jahrhunderts. Es handelt sich um den einzigen Neubau Lohmans, der sein Werk hinter einem spätbarocken Prospekt mit 21 Registern auf zwei Manualen und Pedal konzipierte. Die Gebr. Rohlfs führten Arbeiten an der Orgel durch und bauten wahrscheinlich den Dulcian 8′. Johann Diepenbrock ersetzte 1884 ein Register und baute ein anderes um. Die Prospektpfeifen wurden 1917 zu Kriegszwecken abgegeben und 1919 durch Zinkpfeifen ersetzt. Weitere kleine Umdisponierungen nahm die Firma P. Furtwängler & Hammer 1921 und 1935/36 vor. In den Jahren 1977 bis 1979, mit Restarbeiten 1983 bis 1987, führte die Orgelbaufirma Alfred Führer eine grundlegende Restaurierung durch, die das Instrument auf den Originalzustand zurückführte. Die heutige Disposition lautet:
| I Hauptwerk C–d3 |     |            |
| Prestant 8'      | 8′  | V/F        |
| Quintadena       | 16′ | V/L        |
| Gedackt          | 8′  | V/L        |
| Octaaf           | 4′  | V/L        |
| Quint            | 3′  | V          |
| Octaaf           | 2′  | V/L        |
| Mixtuur IV       |     | V/L/F      |
| Trompet          | 8′  | L          |
| Vox humana       | 8′  | [ Anm. 1 ] |

| II Brustwerk C–d3 |    |       |
| Gedackt           | 8′ | V/L   |
| Prestant          | 4′ | L/F   |
| Fluit doux        | 4′ | L     |
| Woudfluit         | 2′ | F     |
| Cornet II         |    | L     |
| Dulciaan          | 8′ | R (?) |

| Pedal C–d1 |     |     |
| Prestant   | 8′  | L/F |
| Subbas     | 16′ | F   |
| Holpijp    | 8′  | L/F |
| Octaaf     | 4′  | V/L |
| Quint      | 3′  | L   |
| Bazuin     | 16′ | L   |
| Trompet    | 8′  | L   |

V = Register aus der Vorgängerorgel des 17. Jahrhunderts
L = Lohman (1776–1783)
R = Rohlfs (1861)
F = Führer (1977–1987)
- Koppeln: II/I (Schiebekoppel), I/P

Anmerkungen
1. ↑  Vakant

### Weitere Ausstattungsgegenstände
Der gotische Levitenstuhl stammt möglicherweise ebenfalls aus dem aufgegebenen Kloster Coldinne. Er wird auf die Zeit um 1500 datiert und wurde 1981 restauriert. In früheren Zeiten nahmen hier der zelebrierende Priester und der Diakon zu seiner Rechten wie der Subdiakon zur Linken Platz.
Die Kanzel stammt aus der Mitte des 17. Jahrhunderts. Im 19. Jahrhundert wurde ihr ein Schalldeckel zugefügt. Die beiden Löwen auf dem Podest im Altarraum sind der letzte Überrest von einem Sakramentshaus.